# Phtheochroa drenowskyi
Phtheochroa drenowskyi es una especie de polilla de la familia Tortricidae. La envergadura es de 15–16 mm. Se han registrado vuelos en adultos en julio.

## Distribución
Se encuentra en Albania, Bulgaria y en Italia.